# Kemmel No.1 French Cemetery
Kemmel No.1 French Cemetery is een Britse militaire begraafplaats met gesneuvelden uit de Eerste Wereldoorlog, gelegen in het Belgische dorp Kemmel (Heuvelland). De begraafplaats ligt ongeveer 2,5 kilometer ten noordoosten van het dorpscentrum en werd ontworpen door Edwin Lutyens met assistentie van William Cowlishaw. De begraafplaats ligt op een helling en bestaat uit twee niveaus. Het terrein is 1.948 m² groot en wordt omgeven door een bakstenen muur. De toegang bestaat uit een lange trap tot aan het Cross of Sacrifice dat vooraan staat. De begraafplaats  wordt onderhouden door de Commonwealth War Graves Commission.
In de onmiddellijke nabijheid bevindt zich de Klein-Vierstraat British Cemetery.

## Geschiedenis
Tijdens het Duitse lenteoffensief, in het voorjaar van 1918, werd hevig gevochten om Kemmel en omgeving. Hierbij waren zowel Franse als Britse troepen betrokken. Het dorp was vanaf 26 april tot eind augustus 1918 in Duitse handen. Pas na de oorlog werd de begraafplaats ontdekt door de Franse dienst voor oorlogsgraven. Er lagen Duitse, Britse en Franse graven. De Franse graven werden overgebracht naar het Ossuaire Kemmelberg in Kemmel en naar de Franse militaire begraafplaats Saint-Charles de Potyze in Ieper. Er werden nog enkele Britse graven vanuit de omliggende slagvelden, en ook uit Becelaere Churchyard in Beselare en uit Beerst German Cemetery in Beerst, naar hier overgebracht. Door de Belgische dienst voor oorlogsgraven werden nog Duitse stoffelijke resten ontdekt die ook hier begraven werden.
Er worden 390 doden herdacht waarvan 349 niet meer geïdentificeerd konden worden. Onder de doden zijn er 278 Britten (waaronder 247 niet geïdentificeerde), 12 Australiërs (waaronder 9 niet geïdentificeerde), 3 Canadezen (waaronder 2 niet geïdentificeerde), 3 Nieuw-Zeelanders (waaronder 2 niet geïdentificeerde) en 94 Duitsers (waaronder 89 niet geïdentificeerde).

## Onderscheiden militairen
- sergeant John Clarke van de Northumberland Fusiliers en korporaal (corporal of horse) Arthur Rose van de 1st Life Guards werden onderscheiden met de Distinguished Conduct Medal (DCM).

De begraafplaats werd in 2009 als monument beschermd.